# Станислав Стратијев
Станислав Стратијев (буг. Станислав Стратиев; Софија, 9. септембар 1941 — Софија, 20. септембар 2000) је био бугарски књижевник, драматург и сценариста.

## Биографија
Почео је да ради као новинар студирајући књижевност на Университету у Софиј. Године 1974. је написао своју прву драму Римска купка, која има огроман успех и одиграна је више од десет узастопних сезона у Софијиском сатиричком позоришту. Следи Сако од велура, Рејс и многе друге драме. Драме Станислава Стратијева су приказиване у Белгији, Чешкој, Естонији, Финској, Француској, Немачкој, Грчкој, Мађарској, Ирској, Индији, Италији, Кини, Пољској, Румунији, Русији, Шведској, Словачкој, Сирији, Турској, САД и др. 1990, Живот, макар и кратак освојио је прво место у европској конкуренцији за казалиште у Мобежу, Француској. Драма С друге стране је 1993. финалиста у конкурсу на позорници међународног одељења ББС радиа. Иако је популаран углавном као драматург, Станислав Стратијев пише и прозу у којој вешто спаја социјалну сатиру и танки лиризам. Његове приче и књиге су преведене на више од 30 језика у свету. Сценарији такође носе успехе. Филм Равнотежа добија сребрну медаљу на 13. Интернатионалном филмском фестивалу у Москви 1983. Исте године, Сунце детињства добија посебну награду жирија „Дете нашег времена“ у Милану. Култна комедија Оркестар без имена је проглашена најбољим бугарским филмом од читалаца листа 24 часа у 2006, а 2007. је омиљени бугарски филм слушалаца радиа Атлантик. Од 1975. до своје смрти 2000, Станислав Стратијев ради као драматург у Софијском сатиричком позоришту.

## Драме
- Римска купка
- Сако од велура
- Рејс
- Максималиста
- Не потонуће
- Живот, макар и кратак
- Балкански синдром
- Земља ротира
- Мамут
- С друге стране
- Зимске навике зечева
- Празне собе

## Филмографија
- Гардероба (1974)
- Надзорник у тврђави (1974)
- Кратко сунце (1979)
- Сунце детињства (1981)
- Оркестар без имена (1982)
- Равнотежа (1983)
- И Бог се спусти да нас види (2001)
- Врапци у октобру (2006)

## Проза
- Сингле вјетрењача (1969)
- Дивља патка између стабала (1972)
- Путовање без кофер (1972)
- Кратко сунце (1977)
- Дивље пчеле (1977)
- Крајолик с пасом (1977)
- Детаљи крајолика (1978)
- Живот у небу (1983)
- Бугарски модел (1991)
- Вежбе за другост (1993)
- Стојан (1995)
- Лице од Ел Греко (1997)
- Мотиви за кларинет (1997)
- Вавилонска кроника (2000)